# Enrico Carpentieri
Enrico Carpentieri (Brindisi, 24 giugno 1961) è un militare italiano.
Con Decreto del Presidente della Repubblica nel 1998 è stato insignito di Medaglia d'Oro al Valor Civile per il salvataggio di tre cittadini, due di loro rimasti intrappolati nelle loro casa a seguito di una frana ed il terzo sommerso da un'improvvisa ondata di fango.